# Herb Sycowa
Herb Sycowa – jeden z symboli miasta Syców i gminy Syców w postaci herbu, zatwierdzony uchwałą rady miejskiej Sycowa z 25 stycznia 2007.

## Wygląd i symbolika
Herb przedstawia na czarnej tarczy herbowej srebrnego jeźdźca na srebrnym, stąpającym w prawo koniu, dmącego w złoty róg, pomiędzy złotymi sześciopromiennymi gwiazdami w układzie w roztrój. Koń z czerwoną uprzężą i uzdą. Jeździec w czapce z wetkniętym piórem.
W herbie Sycowa srebro postaci konia i jeźdźca symbolizują czystość, prawdę i niewinność; czerwień strzemion – wspaniałomyślność, hart ducha; kolor złoty – wiarę, stałość, mądrość, chwałę; czerń pola – rozwagę, mądrość i stałość.

## Historia
Pierwszy wizerunek herbu sycowskiego znajduje się dokumencie burmistrza i rady miejskiej z 29 maja 1377. Pieczęć zachowała się w nie najlepszym stanie. Przedstawia zbrojnego rycerza dmącego w róg. Na otoku znajduje się łaciński napis S[igillum] CIVITATIS WARTHINBERCH (pol.: Pieczęć miasta Sycowa). W górnych rogach herbu znajdują się gwiazdy lub róże. Według historyków jeździec przedstawia księcia dmącego w róg myśliwski, a u nóg konia biegnie pies.

Mała pieczęć ławnicza datowana na XV wiek przedstawiała opancerzonego mężczyznę w pozycji stojącej z rogiem i dwiema różami. W otoku znajdował się niemiecki napis S[iegel] der stat schappen czu wartheberg (pieczęć ławników miejskich w Sycowie). Na przestrzeni wieków w różny sposób interpretowano znaczenie herbu, a jego dawny wygląd przywrócono w 1888 roku za sprawą J. Franzkowskiego.

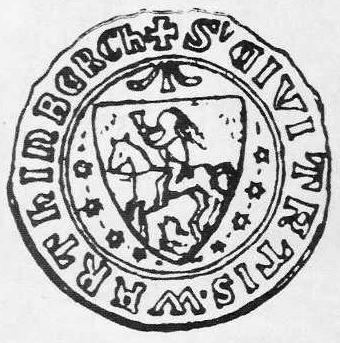
Pieczęć Sycowa z 1377 roku
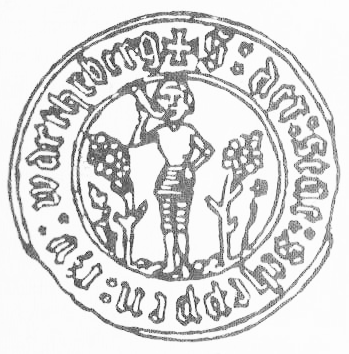
Mała pieczęć ławników sycowskich (XV w.)